# Praktbjörnbär
Praktbjörnbär (Rubus egregius) är en rosväxtart som beskrevs av Wilhelm Olbers Focke. Enligt Catalogue of Life ingår Praktbjörnbär i släktet rubusar och familjen rosväxter, men enligt Dyntaxa är tillhörigheten istället släktet rubusar och familjen rosväxter. Arten har ej påträffats i Sverige.

## Underarter
Arten delas in i följande underarter:
- R. e. egregiatus
- R. e. coriifrons
- R. e. effeminatus
- R. e. roseus